# Momo (Nord-Ouest)

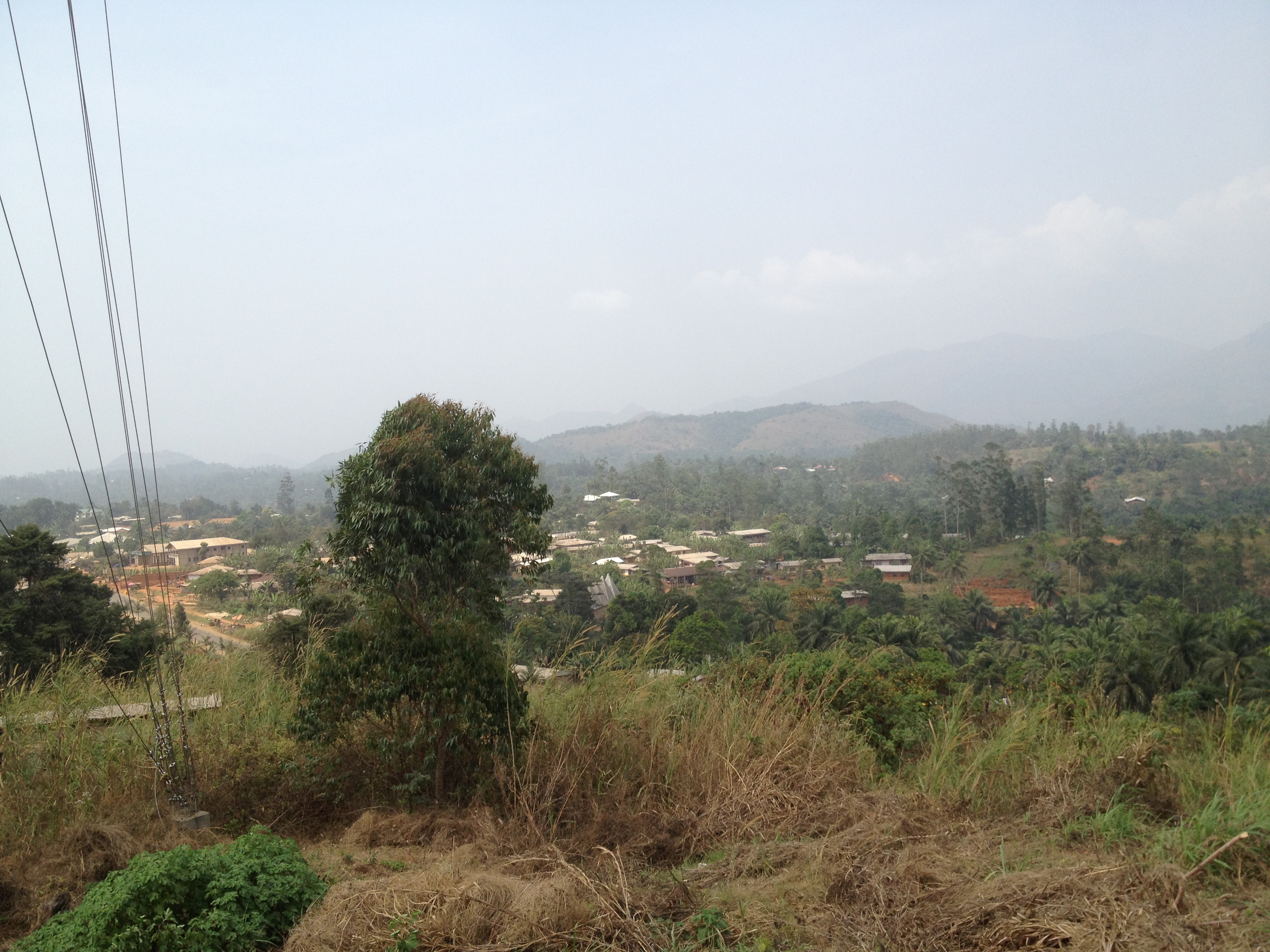
Zicht op Batibo

Momo is een departement in Kameroen, gelegen in de regio Nord-Ouest. De hoofdplaats van het departement is Mbengwi. De totale oppervlakte bedraagt 1.792 km². Met 213.402 inwoners bij de census van 2001 leidt dit tot een bevolkingsdichtheid van 119 inw/km².

## Gemeenten
Momo is onderverdeeld in vijf gemeenten:
- Andek
- Batibo
- Mbengwi
- Njikwa
- Widikum-Boffe